# Vrak.TV
Vrak (estilizado como VRΔK) fue un canal de televisión canadiense de lengua francesa de Categoría A de la especialidad dirigida a jóvenes. Vrak es propiedad de Bell Media.

## Historia
Licenciado por el Consejo Canadiense de Radiodifusión y Telecomunicaciones (CRTC) en 1987, Le Canal Famille fue lanzado el 1 de septiembre de 1988, según un reemplazo para el TVJQ canal juvenil (Télévision des Jeunes du Québec, también conocido simplemente como Télé des Jeunes). Canal Famille fue creado por Premier Choix TVEC que a su vez ya era propiedad de Astral en el momento.
Le Canal Famille, nombre traducido como El Canal de la Familia, que era el nombre de otro canal canadiense de jóvenes que también comenzó a emitirse en 1988.
Le Canal Famille ha sido renombrado a VRAK.TV el 2 de enero de 2001.
Vrak.TV fue separado de su canal hermano en 2013 con la adquisición de Astral Media por Bell Media; Bell decidió desinvertir a Family Channel y sus cadenas hermanas (incluida la versión en francés de Disney Junior) a DHX Media.
Desde mayo de 2019, toda la programación para niños en el canal sería removido. Desde mayo de 2022 en adelante, el canal se enfocaría exclusivamente en dramas hasta su cierre el 1 de octubre de 2023.

## Programación
Desde su creación como Le Canal Famille, el canal emite series de animación, comedia adolescentes y dramas ligeros. Muchos de ellos son traducciones al francés de programas de inglés como Buffy the Vampire Slayer, Charmed, What I Like About You, Degrassi: The Next Generation, Gilmore Girls, One Tree Hill, The OC, Viviendo con Derek, Smallville, SpongeBob SquarePants, Eso maravillosos 70, 90210, Gossip Girl, y muchos otros. El canal también cuenta con Quebec producciones francófonas locales, como Il était une fois dans le problemas y Une granada avec ça?. Otras series que el canal popularizó fuera Dans une galaxie près de chez vous y Radio Enfer. VRAK.TV rara vez se transmite largometrajes, excepto los días festivos. Sin embargo, el canal comienza a correr películas semanales a partir de 2010
En un principio, como lo exige el Consejo Canadiense de Radiodifusión y Telecomunicaciones (CRTC), el canal lleva sin los anuncios publicitarios, a excepción de los mensajes de promoción, programas intersticiales (tales como segmentos de ayuda conocido como R-Force (pronunciado como "Fuerza Aérea")), y anuncios de servicio público. Sin embargo, desde la renovación de su licencia en 2006, el canal es capaz de anuncios de productos de aire. VRAK.TV frecuencia une fuerzas con varias empresas (sobre todo productos comestibles) para presentar promociones especiales relacionadas con su programación.
A diferencia de la mayoría de los canales especializados, VRAK.TV es sólo en el aire todos los días de 6 a. m. hasta la medianoche. Cuando la estación fue Le Canal Famille, la estación cerraba a las 7 p. m. (20:00 los fines de semana), compartiendo tiempo con un revuelto de Super Ecran canal (también propiedad de Astral). En 2001, cuando el canal se ha renovado como VRAK.TV, sus horas se aumentaron a 10 p. m. (Super Ecran seguido en la mayoría de los sistemas). Actual momento de VRAK.TV, a la medianoche, entró en vigor a mediados de 2005.